# Maestrale (film 2021)
Maestrale è un cortometraggio italiano del 2021 scritto, realizzato e diretto da Nico Bonomolo, vincitore del David di Donatello 2022 per il miglior cortometraggio.  
Prodotto da Salvo Ficarra, Valentino Picone e Attilio De Razza per Tramp LTD film, Maestrale è un film d'animazione interamente disegnato e colorato a mano, privo di dialoghi e realizzato mediante la tecnica del passo 2. Per dare maggiore realismo alle immagini, malgrado il tratto pittorico leggero e rarefatto, il regista si è avvalso dell'ausilio di modelli video 3d e degli attori Alessandro Rugnone e Annalisa Valoroso. Le musiche sono del compositore Gioacchino Balistreri. 

## Trama
Un uomo, nel tragitto verso il lavoro, vede una barca a vela in vendita. Subito dopo naviga a vele spiegate, tra sogno e ricordo, finché una tempesta lo costringe a cercare riparo in un’isola. Lì trova un nuovo amore, una nuova vita, ma una serie di eventi lo condurranno inesorabilmente al punto di partenza.  

## Distribuzione
Il cortometraggio è stato presentato a Les Nuits en Or 2022 - Académie des César, Ministero degli Affari esteri – Fare Cinema 2022 – Italian Screens, Mostra del Nuovo cinema di Pesaro, Istituto italiano di cultura di Edimburgo, Università di Edimburgo - The animated art of Nico Bonomolo, Giffoni film festival, In the Palace Film Festival, St. Louis International Film Festival, Ischia Film Festival, Riverrun International Film Festival, Tertio Millennio Film Fest, Sedicicorto International Film Festival

## Riconoscimenti
- Premio David di Donatello 2022 al Miglior Cortometraggio[15]
- Candidatura al Nastro d'Argento al Miglior Cortometraggio di Animazione[16]